# Hook turn (Tanz)
Ein Hook turn, engl. Hakendrehung, ist eine spezielle Drehtechnik beim Tanzen. Dabei wird in der Regel zunächst der rechte Fuß unter Spannungsaufbau hinterkreuzt, woraufhin eine 360°-Rechtsdrehung des Körpers unter Verwendung eines Head Spots folgt. Die Technik findet besonders im Salsa Verwendung, in anderen Tänzen wie z. B. den Standardtänzen und im Tango Argentino werden meist Varianten ohne Head Spot eingesetzt, um weichere Übergänge zu schaffen.